# Monumento a Michele Bianchi
Il monumento a Michele Bianchi è un monumento funebre di enormi dimensioni, edificato a Belmonte Calabro, in provincia di Cosenza, negli anni trenta del XX secolo dal regime fascista in onore del gerarca e quadrumviro della Marcia su Roma. 

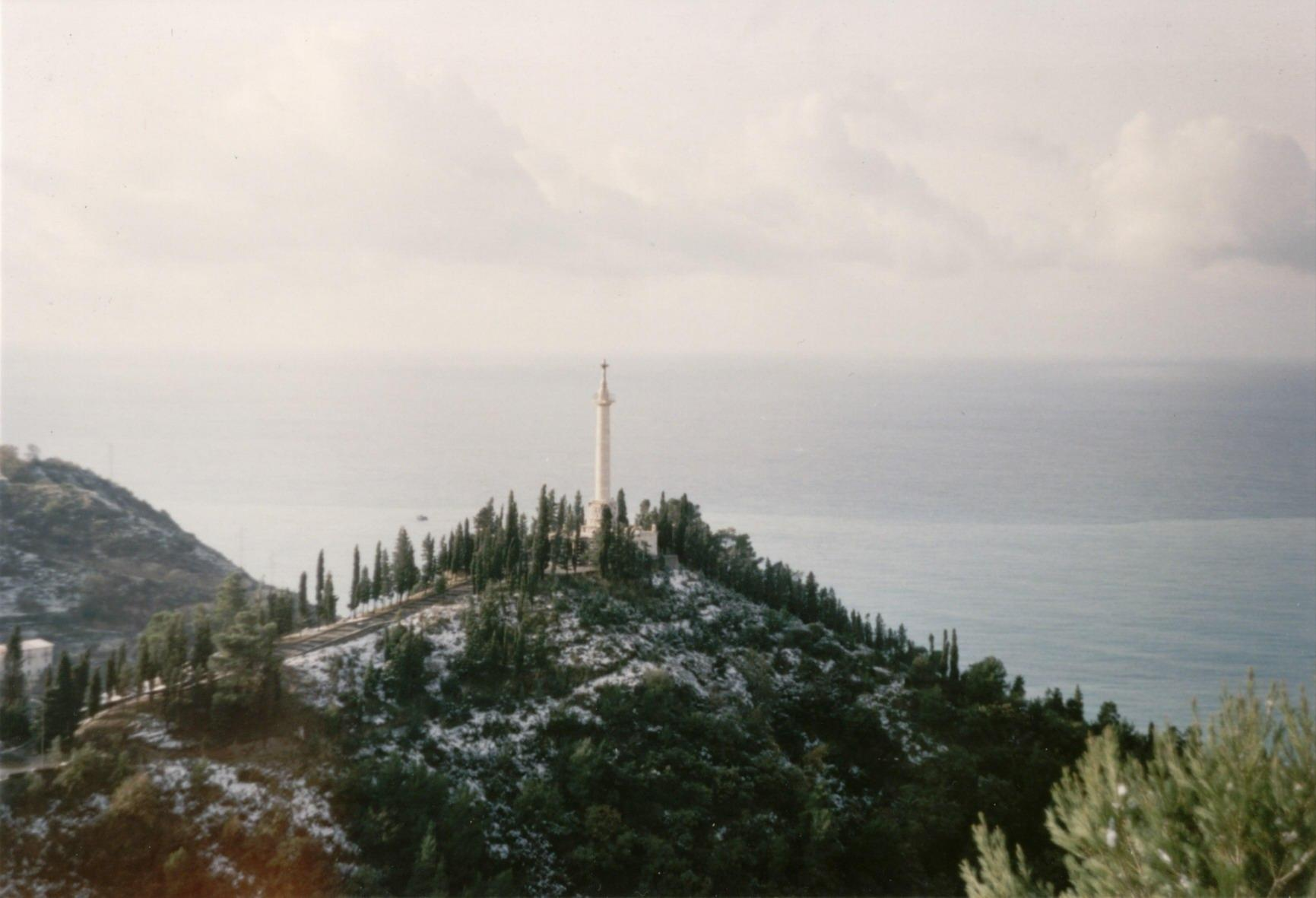
Il monumento in una giornata nevosa

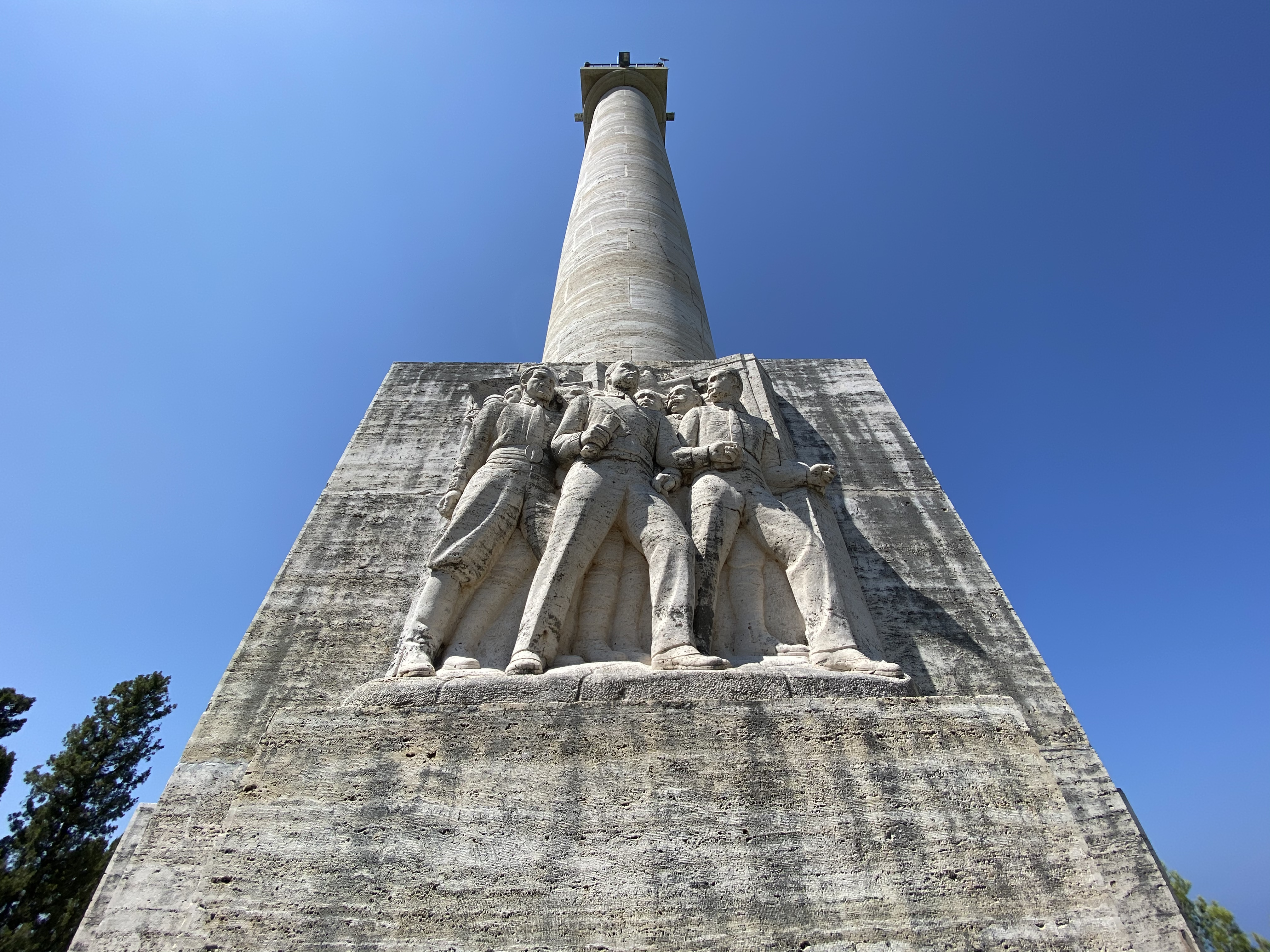
Una veduta del monumento (agosto 2020).

## Descrizione
Il monumento, collocato su di un colle, consiste in un'alta colonna rivestita di travertino, ispirata alla Colonna Traiana e sormontata da una particolarissima croce di ferro a quattro bracci orizzontali e visibile nella sua forma da tutte le direzioni. All'interno dell'intero fusto sale una scala a chiocciola che arriva fino alla balconata superiore, al centro della quale è posta la suddetta croce che, in origine, quando era ancora illuminata, serviva come faro.
Lungo tutta la massiccia base della colonna corrono fregi raffiguranti i momenti salienti della vita del gerarca; all'interno della base è stata ricavata la camera funeraria, arredata con gagliardetti e arredi bronzei che vennero poi trafugati non appena caduto il fascismo, oggi in parte rinvenuti e conservati presso gli scantinati del Municipio di Belmonte Calabro. 
Attorno al monumento è stata piantata una folta pineta.

## Storia
Il monumento fu commissionato allo scultore Ercole Drei dalla segreteria del partito senza concorso, e la supervisione della realizzazione fu affidata a Maria Elia De Seta Pignatelli, che aveva intrattenuto una relazione adulterina con il defunto; Drei fu assistito nella progettazione dall'ing. Giuseppe Crocetta del Genio civile di Cosenza.
Per la localizzazione del mausoleo venne scelto il colle denominato di Bastia o Vastia, dal nome della torre di Bastia, torre costiera di vedetta sul mar Tirreno risalente al XVI secolo, che venne abbattuta per permettere la costruzione del monumento.
Il corpo di Michele Bianchi (morto nel febbraio '30) fu qui traslato il 28 ottobre 1932 (decimo anniversario della Marcia su Roma), alla presenza di Emilio De Bono, Italo Balbo e Cesare Maria De Vecchi. Il 30 marzo 1939 fu visitato dal Duce in persona, accompagnato da Achille Starace e Giuseppe Bottai.